# Інтернаціональна література
«Інтернаціональна література» — щомісячний літературно-художній і громадсько-політичний журнал. До грудня 1935 року — центральний орган МОПП, потім Союзу письменників СРСР. Журнал виходив у Москві з 1933 по 1943 роки російською, французькою, англійською та німецькою мовами.

## Історія
Журнал «Інтернаціональна література» було створено в результаті реорганізації та злиття журналів «Вісник іноземної літератури» (1928, 1929—30) і «Література світової революції» (1931—1932).
Після закриття журналу 1943 року він знову почав видаватись лише 1955 року під назвою Іноземна література.
В журналі був розділ літературної критики, де друкувались як радянські, так і закордонні критики й літературознавці.
Також був розділ часопису міжнародного літературного життя.

## Іноземні автори журналу
В журналі друкувались твори сучасних закордонних письменників, що розглядались керівництвом СРСР як ті, хто симпатизує СРСР, — Ромена Роллана, Ернеста Хемінгуея, братів Томаса й Генріха Манна, Ліона Фейхтвангера, Вільяма Сарояна, Андре Моруа, Луїджі Піранделло та інших.
У зв'язку з цим характерне листування між редакцією журналу, Джорджем Оруеллом й Закордонним відділом НКВС.
З листа Джорджа Оруелла:

…я хотів би бути з Вами відвертим, тому я маю повідомити Вам, що в Іспанії я служив у П. О.У. М., яка, як Ви без сумніву знаєте, перенесла гнівні нападки з боку Комуністичної партії й була нещодавно заборонена урядом; окрім того, скажу, що після того, що я бачив, я більше згоден з політикою П. О.У. М., ніж з політикою Комуністичної партії. Я кажу Вам про це, оскільки може виявитись так, що Ваша газета не захоче розміщувати публікації члена П. О.У. М., а я не хочу представляти себе у неправдивому світлі.
Зверху знайдете мою постійну адресу.
Братськи Ваш
Джордж Оруелл

Після отримання такого листа редакція негайно звернулась до НКВС за інструкціями:
28 липня 1937 р.
До Закордонного відділу НКВС
Редакція журналу «Інтернаціональна література» отримала листа з Англії від письменника Джорджа Оруелла, який у перекладі направляю до відома, у зв'язку з тим, що з відповіді цього письменника виявилась його приналежність до троцкістської організації «ПОУМ».
Прошу Ваших вказівок про те, чи потрібно взагалі будь-що відповідати йому та, якщо так, то в якому дусі?
P.S. Нагадую, що я донині не отримав відповіді на пересланий Вам лист Р. Роллана.
Редактор журналу «Інтернаціональна література» (Т. Рокотов)

## Стосунки з антифашистським рухом
Ще більше складностей у журналу виникло, коли після підписання Радянсько-Німецького пакту від 23 серпня 1939 року німецькі (й інші) антифашисти з друзів перетворились на ворогів. У цій обстановці в.о. відповідального редактора журналу Т. Рокотов намагався заручитись підтримкою Закордонної комісії Союзу письменників СРСР, оскільки він боявся «припуститись тієї чи іншої помилки, того чи іншого ляпсусу» і «потім покличуть нас редакторів і, заднім числом, будуть гріти». Не отримавши підтримки Т. Рокотов направив листа до Управління пропаганди й агітації ЦК ВКП(б) але й тут відповіді не було. В результаті після 23 серпня 1939 року Т. Рокотов відмовився від співробітництва з кореспондентами журналу з числа антифашистів. Це призвело до втрати популярності «Інтернаціональної літератури» як в СРСР так і за кордоном. Новим редактором була назначена Олена Стасова. Але Тимофію Рокотову пощастило — на відміну від його попередників, «редакторів-троцкістів» Бруно Ясенського (1901—1938) та Сергія Динамова (1901—1939) — йому зберегли життя. Німецько-радянська війна, що розпочалась 22 червня 1941 року, означала ще один розворот політики журналу на 180 градусів — тепер кореспонденти-антифашисти були знову друзями. У підсумку 1943 року влада СРСР журнал просто закрила.

## Редактори журналу
- Бруно Ясенський (1933—1937)
- Сергій Динамов (?- 1938)
- Тимофій Рокотов (1938-?)
- Олена Стасова (1939—1946)